# CetteFamille
CetteFamille (nom officiel Cannetrotter) est une entreprise française de l'économie sociale et solidaire créée en 2016 par Paul-Alexis Racine Jourdren. Son siège social est situé à Argentan dans l'Orne.  

## Concept
L'entreprise s'est spécialisée dans le développement de solutions d'hébergement alternatives aux EHPAD. La société propose un réseau de maisons de colocation pour les personnes âgées en perte d'autonomie physique ou cognitive (comme la Maladie d'Alzheimer) et un réseau de familles formées à l'accompagnement des personnes fragiles appelées accueillants familiaux. L'accueil familial est une alternative aux maisons de retraite qui permet d'héberger des personnes âgées ou en situation de handicap dans un cadre adapté, chez des particuliers. 
L'entreprise signe des partenariats notamment avec la Fédération Française de Cardiologie, les conseils départementaux et est labellisée Haute Sécurité Santé par l'APAVE.

## Activités
CetteFamille est spécialisée dans la conception, le développement et l'accompagnement de solutions d'hébergements à petite échelle, dans les territoires. L'entreprise est rattachée au mouvement de l'Économie sociale et solidaire. 

### La colocation sénior
CetteFamille construit ou rénove des maisons constituées de 6 à 10 chambres organisées autour de vastes parties communes. Un personnel présent sur place assure une présence constante au domicile des colocataires. La vie de la maison est organisée en fonction des besoins de ses habitants. Les maisons sont particulièrement développées dans les territoires et dans les villes de taille moyenne (comme à Yquebeuf, Mirande, Montayral ou Échauffour). 

### L'accueil familial
L'entreprise accompagne les particuliers dans le dispositif de l'accueil familial en proposant des profils sélectionnés aux aidants en recherche de solution et en accompagnant le volet administratif lié à l'accueil. L'entreprise certifiée qualiopipropose également aux Conseils départementaux des formations pour les accueillants familiaux.  
En 2022, l'entreprise revendique 10 000 solutions partout en France et projette de développer 150 maisons en fin 2023.  
Malakoff Humanis devient actionnaire de la structure en 2020. La France Mutualiste et le Crédit Agricole depuis 2022. 